# Zusatzartikel zur Verfassung der Vereinigten Staaten
Die Zusatzartikel zur Verfassung der Vereinigten Staaten (englisch amendments to the United States Constitution) sind Verfassungsänderungen, die vom amerikanischen Kongress beschlossen und von mindestens drei Viertel der Bundesstaaten ratifiziert worden sind. Nach der Ratifikation der Verfassung 1788 wurden der Verfassung 27 Zusatzartikel hinzugefügt. Seit der Verabschiedung der ersten zehn Artikel als Bill of Rights besteht die Tradition, alle Verfassungsänderungen durch Zusatzartikel vorzunehmen und den originalen Text nicht zu ändern. Der Wortlaut der ursprünglichen aus sieben Artikeln bestehenden Verfassung ist damit heute derselbe wie zur Verabschiedung. Um aber die Lesbarkeit der heutigen Verfassung zu erhöhen, werden solche Abschnitte, die durch die Zusatzartikel abgelöst oder verändert wurden, beim Drucken gewöhnlich in besonderer Weise gekennzeichnet.

## Liste der Zusatzartikel
| Nr. | Jahr | Zusammenfassung |
| --- | ---- | --- |
| 1.  | 1791 | Verbot einer Staatsreligion; Garantie von Religionsfreiheit, Meinungsfreiheit, Pressefreiheit, Versammlungsfreiheit und Recht auf Petitionen |
| 2.  | 1791 | Recht des Volkes auf den Besitz und das Tragen von Waffen |
| 3.  | 1791 | in Friedenszeiten keine Einquartierung von Soldaten in Privatgebäuden ohne die Zustimmung der Besitzer bzw. in Kriegszeiten nur in Übereinstimmung mit dem Gesetz |
| 4.  | 1791 | Schutz von Person, Wohnung, Papieren und Eigentum vor willkürlicher Durchsuchung, Festnahme und Beschlagnahmung; Vorgaben zur Durchsuchung und Beschlagnahmung sowie Festnahme |
| 5.  | 1791 | in Strafverfahren Anklage durch große Geschworenengerichte mit Ausnahme von Angehörigen der Streitkräfte und Nationalgarde; keine zweifache Anklage oder Bestrafung in Bezug auf dieselbe Straftat; Aussageverweigerungsrecht; kein Entzug von Leben, Freiheit oder Eigentum ohne vorheriges ordentliches Gerichtsverfahren nach Recht und Gesetz; keine Enteignung ohne Kompensation |
| 6.  | 1791 | Recht auf einen zügigen und öffentlichen Prozess vor einem Geschworenengericht in Strafprozessen; Recht auf Informierung über Art und Gründe der Klage; Recht des Angeklagten auf Gegenüberstellung mit belastenden Zeugen; Recht auf Hinzuziehung von Entlastungszeugen; Recht auf einen Anwalt |
| 7.  | 1791 | Recht auf Geschworenengericht in Zivilprozessen; Verbot für Bundesgerichte und Gerichte der US-Bundesstaaten von Geschworenengerichten befundene Sachverhalte zu einem späteren Zeitpunkt nochmals zu prüfen |
| 8.  | 1791 | Verbot überhöhter Kautionen und Geldstrafen sowie grausamer und ungewöhnlicher Strafen |
| 9.  | 1791 | keine Versagung oder Einschränkung von in der Verfassung nicht aufgezählten Rechten des Volkes |
| 10. | 1791 | alle Macht, die per Verfassung nicht der Bundesregierung gegeben bzw. den Bundesstaaten nicht entzogen ist, liegt entweder bei den Bundesstaaten oder beim Volk. |
| 11. | 1795 | Klagerecht der Bürger gegen fremde Einzelstaaten eingeschränkt |
| 12. | 1804 | getrennte Wahl von Präsident und Vizepräsident |
| 13. | 1865 | grundsätzliches Verbot von Sklaverei auf dem gesamten Gebiet der Vereinigten Staaten sowie Verbot von Zwangsarbeit außer als Strafe für ein Verbrechen aufgrund eines rechtmäßigen Urteils |
| 14. | 1868 | Definition von US-Staatsbürger und Bundesstaatsbürger; keine Einschränkung der Privilegien und Immunitäten von US-Staatsbürgern durch Bundesstaaten; kein Entzug von Leben, Freiheit oder Eigentum ohne vorheriges ordentliches Gerichtsverfahren nach Recht und Gesetz durch die Bundesstaaten; keine Versagung des gleichen Schutzes der Gesetze durch die Bundesstaaten; Zuteilung von Repräsentanten im Kongress; Regelungen bezüglich der Konföderierten Staaten von Amerika und ihrer Bediensteten nach Ende des Bürgerkrieges |
| 15. | 1870 | keine Einschränkung und Verweigerung des Wahlrechts aufgrund von Rasse, Hautfarbe oder ehemaliger Versklavung |
| 16. | 1913 | Erhebung einer allgemeinen Bundeseinkommensteuer möglich |
| 17. | 1913 | Direktwahl der Senatoren durch die Bürger |
| 18. | 1919 | Verbot des Alkoholhandels – Beginn der Prohibition in den Vereinigten Staaten |
| 19. | 1920 | Einführung des Frauenwahlrechts |
| 20. | 1933 | kürzere Frist zwischen Wahlen und Amtsantritt, Nachfolgeregelungen |
| 21. | 1933 | Aufhebung des 18. Zusatzartikels – Ende der Prohibition in den Vereinigten Staaten |
| 22. | 1951 | Beschränkung der Amtsdauer des Präsidenten auf zwei Wahlperioden |
| 23. | 1961 | Teilnahme des District of Columbia bei Präsidentschaftswahlen |
| 24. | 1964 | kein Entzug des Wahlrechts wegen Steuerschulden |
| 25. | 1967 | Nachfolgeregelung bei Tod oder Amtsunfähigkeit des Präsidenten |
| 26. | 1971 | Absenkung des Wahlalters auf 18 Jahre |
| 27. | 1992 | Entschädigungserhöhungen werden erst nach der nächsten Wahl gültig |